# Oh Kyo-moon
Oh Kyo-moon   () és un arquer sud-coreà, ja retirat, guanyador de tres medalles olímpiques.
El 1996 va prendre part en els Jocs Olímpics d'Estiu d'Atlanta, on va disputar dues proves del programa de tir amb arc. En la competició individual guanyà la medalla de bronze, mentre en la competició per equips guanyà la de plata. Quatre anys més tard, als Jocs de Sydney, guanyà la medalla d'or en la competició per equips, mentre en la prova Individual fou sisè.
En el seu palmarès també destaquen dues medalles en el Campionat del Món de 1995, una d'or i una de bronze, així com dues medalles d'or en els Jocs Asiàtics, el 1994 i Bangkok 1998, i una medalla d'or en els Campionats d'Àsia de 1997.